# Kozul'ka
Kozul'ka (in russo Козулька?) è un insediamento di tipo urbano della Russia asiatica, situato nel Territorio di Krasnojarsk. È il centro amministrativo del distretto Kozul'skij.
Si trova circa 100 km a ovest di Krasnojarsk.